# アンバート
アンバート（Ambato）は、エクアドル中部の谷に位置する、トゥングラワ県の都市。標高は約2,500m。同国では10番目に大きな都市。
歴史上、街は地震により、何度も全半壊しており、直近では1949年8月5日の地震で、街や大聖堂はほとんど全壊した。地震後2年をかけて、街は再建された。アンバートの住人アンバテーニョス(Ambateños) 達の粘り強さを称えて、2月のカーニバルの時期に、街は「果物と花のフェスティバル」を開催している。

## 歴史
1698年12月6日、アンバートの住民が、キトのアウディエンシアに要請する形で、現在の場所に創設された。次の100年、アンバートはゆっくりと発展し、山岳地方の中心となった。エクアドル独立戦争において、街は重要な役目を果たした。1820年10月9日、多数のベネズエラ人、コロンビア人の支援を受けながら、グアヤキルの市民はスペインからの独立を宣言した。"Junta de Guayaquil" として知られる革命軍は、キトのスペイン軍に対抗し、軍事行動を開始した。キトへの進軍の途上で、アンバートがスペインの支配から解放されたため、最も早く解放された都市の一つとなった。1820年11月12日、街は公式にスペインからの独立を宣言した。